# Лучак Павло Пилипович
Павло Пилипович Лучак (1927? — ?) — український радянський діяч, залізничник, машиніст паровозного депо, машиніст-інструктор локомотивного депо станції Жмеринка Вінницької області. Депутат Верховної Ради УРСР 5—7-го скликань.

## Біографія
Народився в родині сторожа відділу робітничого постачання залізниці. Трудову діяльність розпочав у шістнадцятирічному віці кочегаром на залізниці.
Закінчив семирічну школу, курси машиністів паровозів.
З кінця 1940-х років — машиніст паровозного депо, машиніст-інструктор локомотивного депо станції Жмеринка Вінницької області.
Без відриву від виробництва закінчив середню школу, а у 1959 році — залізничний технікум.